# ブルータリスト (映画)
『ブルータリスト』（原題：The Brutalist）は、2024年制作のアメリカ合衆国・イギリス・ハンガリーのドラマ映画。フィクション。
ホロコーストを生き延びてアメリカへと渡ったユダヤ人建築家の30年にわたる数奇な運命を描く。ブラディ・コーベット監督、エイドリアン・ブロディ主演。R15+指定。
タイトルの「ブルータリスト」とは、1950年代に見られるようになった建築様式「ブルータリズム」の建築家。
2024年9月1日に第81回ヴェネツィア国際映画祭でプレミア上映され、監督のブラディ・コーベットは銀獅子賞を受賞した。
2025年1月5日に授賞式が開催された第82回ゴールデングローブ賞では、作品賞（ドラマ部門）、主演男優賞（エイドリアン・ブロディ）、監督賞の3部門を受賞した。
また、同年3月2日に授賞式が開催された第97回アカデミー賞では、主演男優賞、撮影賞、作曲賞の3部門を受賞した。
劇場公開では前半100分、後半100分の間に15分のインターミッションが設けられており、インターミッション中は観客によるスクリーンの撮影が公式に許可されている。なお、このインターミッションはVODでは1分間へと短縮されている。

## あらすじ
ハンガリー系ユダヤ人の建築家ラースロー・トートは第二次世界大戦中のホロコーストを生き延びたが、妻のエルジェーベト、姪のジョーフィアと離ればなれになってしまう。
戦後、アメリカへ渡ったラースローは、実業家のハリソンから家族の早期のアメリカ移住と引き換えに、あらゆる設備を備えた礼拝堂の設計と建築を依頼される。だが、ラースローの前には様々な困難が待ち受けていた…。

## キャスト
※括弧内は日本語吹替
- ラースロー・トート：エイドリアン・ブロディ（宮本充）
- エルジェーベト・トート：フェリシティ・ジョーンズ（清水理沙）
- ハリソン・ヴァン・ビューレン：ガイ・ピアース（家中宏）
- ハリー・ヴァン・ビューレン：ジョー・アルウィン（バトリ勝悟）
- ジョーフィア：ラフィー・キャシディ（葉山那奈）
- マギー・ヴァン・ビューレン：ステイシー・マーティン（水野貴以）
- アティラ：アレッサンドロ・ニヴォラ（さかき孝輔）
- オードリー：エマ・レアード（英語版）
- ゴードン：イザック・ド・バンコレ（中野健治）
- ジム・シンプソン：ミヒャエル・エップ（菊池康弘）
- レスリー・ウッドロウ：ジョナサン・ハイド（大下昌之）
- マイケル・ホフマン：Peter Polycarpou
- ミシェル・ホフマン：Maria Sand
- オラツィオ：Salvatore Sansone

日本語吹替版
- 翻訳：浅野倫子
- 演出：鈴木修二
- ミキサー：池田知佳
- その他の声の出演：山本満太/近内仁子/沖野凪/岩川拓吾/嵜本正和/広江美奈